# Уитни, Майрон Уильям
Майрон Уильям Уитни (англ. Myron William Whitney; 6 сентября 1836, Эшби, Массачусетс — 19 сентября 1910, Сэндвич, Массачусетс) — американский певец (бас).
Отец Уитни, сперва башмачник, потом фермер, был старостой церковного хора. С 1854 г. учился пению в Бостоне. В Рождество 1858 г. дебютировал как солист с хором Тремонтской церкви в оратории Генделя «Мессия» и получил весьма одобрительные отзывы городской прессы; в дальнейшем выступал как солист уже с бостонским городским хором Общества Генделя и Гайдна. В 1868 г. отправился для повышения профессионального уровня в Италию, где учился во Флоренции у Луиджи Ваннуччини. В 1872 г. выступал в Англии, преимущественно в театре Ковент-Гарден, пел в оратории Мендельсона «Илия» на Бирмингемском музыкальном фестивале. Затем вернулся в США, выступал по всей стране, в том числе на открытии Всемирной выставки в Филадельфии (1876). Первый исполнитель ряда произведений американских композиторов (в частности, «Светской кантаты» Дадли Бака, 1873).
Сыновья Уитни Уильям Линкольн Уитни и Майрон Уильям Уитни младший также стали певцами и музыкальными педагогами.